# Narni
Narni è un comune italiano di 17 723 abitanti della provincia di Terni in Umbria.

## Storia
La zona intorno a Narni era già abitata nel Paleolitico, come attestano i ritrovamenti in alcune delle grotte di cui è composto il territorio. Intorno all'inizio del primo millennio a.c. popolazioni di cultura appenninica di origine indeoeuropea gli Osco-Umbri si stabilirono nella zona chiamando Nequinum il loro insediamento.
Nel 300 a.C. la cittadella rientrò negli interessi di Roma, che la fece assediare con il console Quinto Appuleio Pansa ottenendo tuttavia risultati infruttuosi vista la sua impervia posizione. Ci volle oltre un anno per compiere l'impresa, avvenuta nel 299 a.C. grazie al tradimento di due persone locali che permisero ai Romani l'ingresso tra le mura. Per punire il sostegno dato ai Galli, e considerando Nequinum di cattivo auspicio (in latino, nequeo significa "non posso", e nequitia significa "inutilità"), i romani cambiarono il nome della città in latino in "Narnia", dal nome del vicino fiume Nar, l'attuale Nera.
Non si hanno molte notizie relative a quel periodo, si pensa però che la città potesse aver avuto un ruolo di una certa importanza durante il corso delle prime due guerre puniche. Lungo il fiume Nera, nei pressi della frazione di Stifone, dove anticamente si trovava il porto della città romana, è stato infatti recentemente individuato il sito archeologico di quello che appare come un cantiere navale romano.. Dell'antica navigabilità del fiume Nera si hanno peraltro notizie da Strabone e Tacito. Strabone la menziona anche tra i centri più importanti lungo la via Flaminia.
Divenne municipium nel 90 a.C., iscritta alla tribù Clustumina.
Noto il passo in cui il console Gneo Calpurnio Pisone, nel 19, decise di imbarcarsi a Narni con la moglie Plancina al fine di raggiungere Roma senza destare sospetti. Nell'anno 30 d.C. vi nacque Nerva, imperatore romano.
Di epoca paleocristiana è la citazione di Narnia ad opera di Tertulliano, nell'Apologeticum, in un elenco di "falsi dei" redatto nel primo secolo, in quanto la città era antica dimora del dio Visidianus (Narnensium Visidianus) 
Non si conosce con certezza quando la città di Narnia cambiò il suo nome in Narni, ma probabilmente questo avvenne gradualmente nel tempo a partire dal XIII secolo per poi divenire effettivo dopo la rivoluzione francese, anche se fino alla fine del XIX secolo si trovavano ancora nelle lapidi e negli scritti ufficiali iscrizioni con l'antico nome di Narnia.
Lo scrittore Walter Hooper, che fu tra l'altro segretario e biografo di C.S. Lewis, autore de Le cronache di Narnia, ha anche trattato diverse volte nei suoi libri le origini del nome "Narnia" come si nota ad esempio a pagina 306 del suo libro scritto a quattro mani con Roger Lancelyn Green: C.S. Lewis: A Biography, pubblicato nel 2002. Di seguito un estratto che riporta quanto detto da Lewis a Hooper:

### Narni nell’età moderna: tra decadenza e rinascita
L’ingresso nell’età moderna per Narni fu segnato da eventi drammatici e profondi cambiamenti. La perdita dell’autonomia politica diede inizio a un periodo di decadenza economica e culturale, aggravato dal tragico sacco dei Lanzichenecchi nel luglio 1527. Le truppe del principe d’Orange invasero la città, seminando morte e portando con sé anche il contagio della peste. Sebbene Narni non fu completamente distrutta, le perdite umane furono ingenti.
Secondo alcune fonti, l’invasione fu favorita dai ternani, il che alimentò una crescente ostilità tra le due città. Tale tensione spinse Papa Clemente VII a intervenire: nel 1529 sollecitò la fine delle ostilità, e nel 1531 minacciò la scomunica per chi avesse arrecato ulteriori danni a Narni.
La fase successiva fu quella della ricostruzione. I superstiti e le famiglie nobili locali – tra cui gli Arca, i Cardoli, gli Eroli, i Cesi e i Sacripante – contribuirono alla rinascita della città, conferendole il volto che oggi conosciamo. Emblema di questa rinascita è la Cattedrale, arricchita dal cardinale Giuseppe Sacripante con la Cappella di Santa Lucia, la confessione, l’altare e la cripta.La ripresa culturale fu sostenuta da importanti istituzioni: nella seconda metà del Seicento fu istituito il Tribunale del Sant’Uffizio nei sotterranei del convento domenicano, oggi parte di Narni Sotterranea. Nel 1664 nacque la Biblioteca Comunale, attualmente ospitata nel Palazzo Eroli.
Nel Settecento, l’attenzione si rivolse anche all’assistenza: furono costruiti l’Ospizio di Gesù e Maria e, a seguire, il Brefotrofio di Narni, oggi noto come complesso di Santa Lucia in Piazza Galeotto Marzio. A Stifone, nel 1707, fu avviata la costruzione di una ferriera, riconvertita nel 1890 in centrale elettrica.

### Narni tra Ottocento e Novecento: dall’Unità d’Italia al dopoguerra
Dopo la ricostruzione seguita al sacco dei Lanzichenecchi del 1527, Narni visse secoli di trasformazioni che culminarono nell’età contemporanea. Il XIX secolo fu segnato dal fermento risorgimentale: nel 1860, le truppe piemontesi occuparono la città e il 23 settembre la Rocca si arrese, sancendo la fine del dominio pontificio. Narni entrò così a far parte del Regno d’Italia, con entusiasmo da parte della popolazione.
Nel 1866 fu inaugurata la linea ferroviaria Orte-Foligno, con la stazione Narni-Amelia, che favorì lo sviluppo economico. A fine Ottocento e nei primi del Novecento sorsero i primi insediamenti industriali, come il Linoleum e l’Elettrocarbonium, sfruttando l’energia idrica del fondovalle.
Durante la Prima Guerra Mondiale, molti narnesi furono chiamati alle armi. Il tributo fu pesante: oltre 100 caduti e centinaia di feriti. Il monumento ai Caduti, eretto nel 1927 presso Porta Ternana, e il Parco della Rimembranza con le targhe commemorative, ne conservano la memoria.
La Seconda Guerra Mondiale colpì duramente Narni: bombardamenti distrussero edifici, ponti e stabilimenti industriali. La città fu liberata il 13 giugno 1944, ma il dopoguerra fu segnato da difficoltà e ricostruzione.
Nel dopoguerra, Narni si affermò come parte del polo industriale ternano. Le grandi industrie narnesi modificarono profondamente il paesaggio e la struttura sociale. Negli anni ’50 e ’60 furono restaurati importanti edifici religiosi come la Chiesa di San Francesco e la Cattedrale. Nel 1969, grazie a volontari, si svolse la prima edizione moderna della Corsa all’Anello, rievocazione storica degli Statuti del 137.

### Simboli
Una leggenda narnese vuole che, in epoca medievale, nel territorio tra Narni e Perugia ci fosse un grifone, contro il quale le due città, tra loro in guerra, si erano coalizzate. Una volta ucciso, come trofeo Perugia si tenne le ossa del grifone (bianche) e Narni la pelle (rossa). Per questo il grifone di Perugia è bianco e quello di Narni è rosso.

#### Stemma
Lo stemma della città di Narni, concesso con D.P.R. del 12 ottobre 1951, ha la seguente blasonatura:

#### Gonfalone
Il gonfalone, concesso con DPR del 26 giugno 1955, è un drappo di azzurro.

## Monumenti e luoghi d'interesse

### Architetture civili
- Ponte di Augusto
- Palazzo dei Priori
- Palazzo Comunale
- Rocca di Albornoz
- Il Museo Eroli conserva una pala del Ghirlandaio ed un'Annunciazione di Benozzo Gozzoli
- Teatro comunale Giuseppe Manini
- Acquedotto romano della Formina
- Fonte di Feronia
- Cantiere navale romano di Stifone
- Ferriera di Stifone[19]
- Castello di San Girolamo
- Narni sotterranea, sito ipogeo
- Ponte Cardona
- Porta Romana, lungo la via Flaminia, che entrando a Narni da sud, diviene via Vittorio Emanuele.

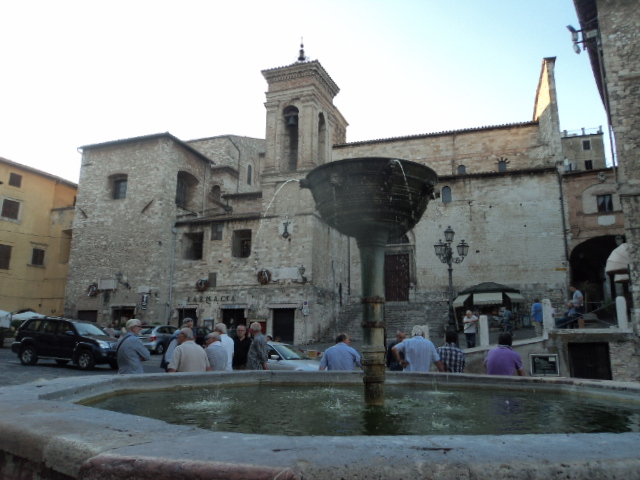
La fontana di piazza Garibaldi e il duomo in secondo piano
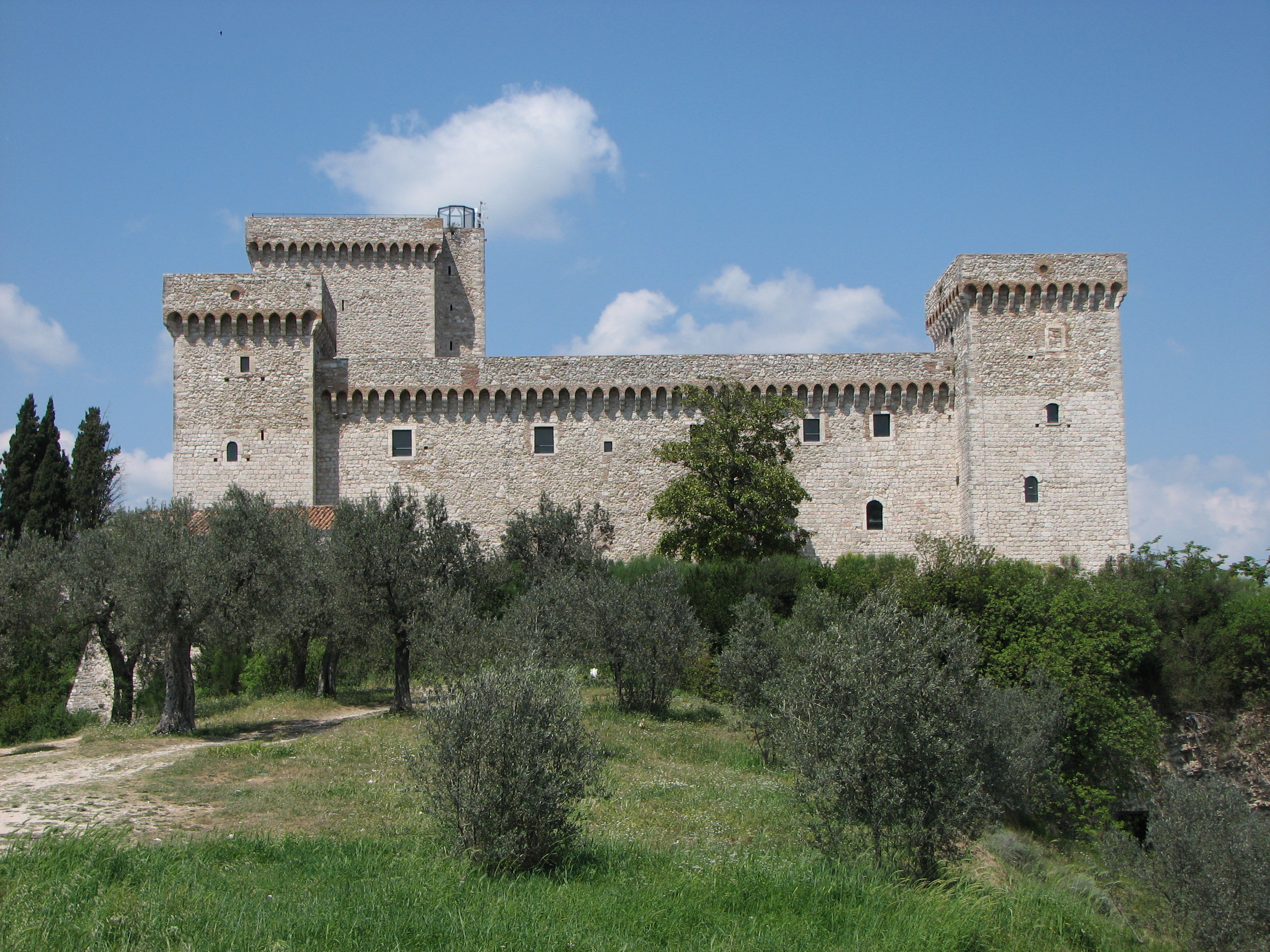
La rocca albornoziana
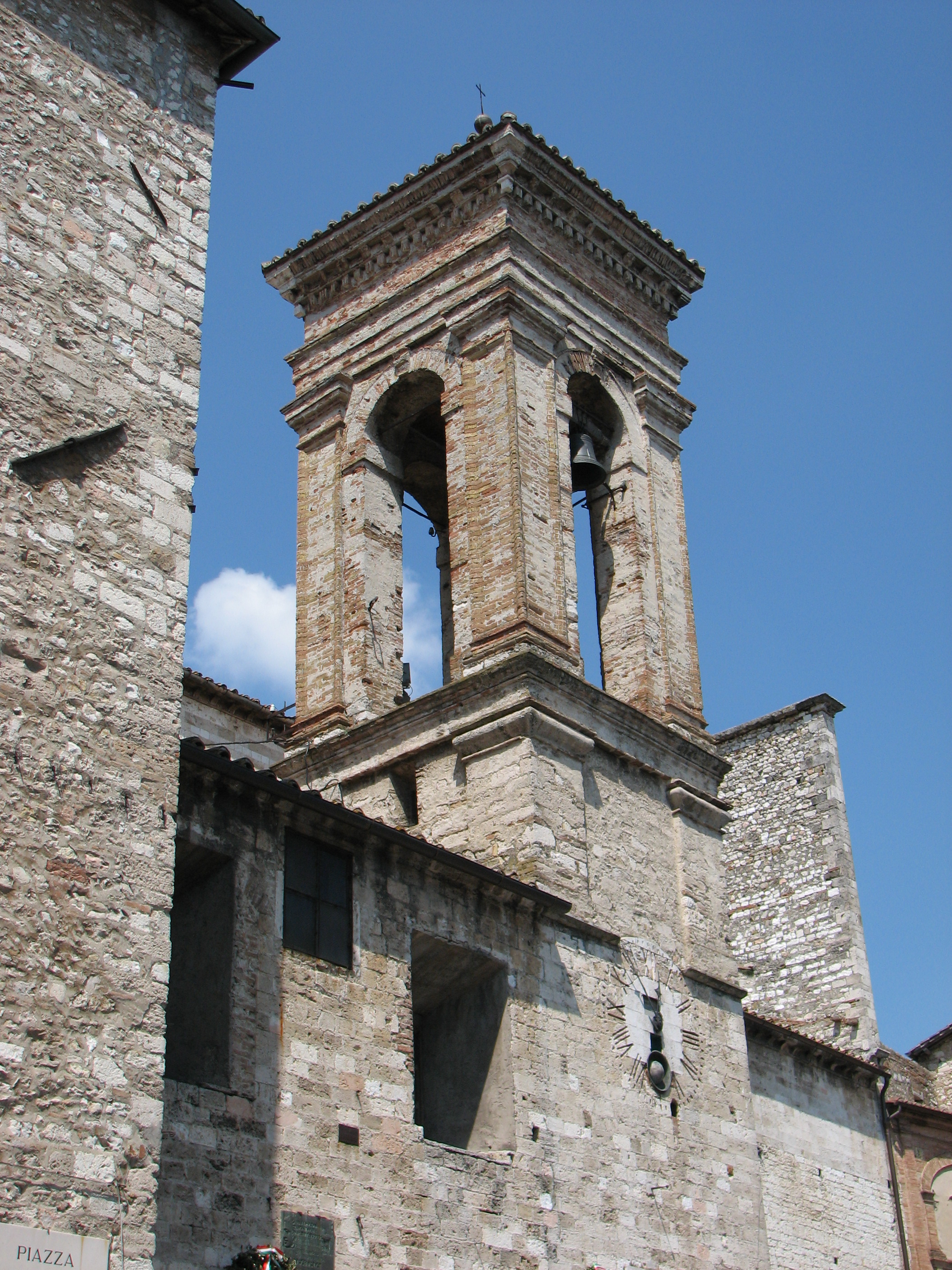
Uno scorcio di piazza Garibaldi
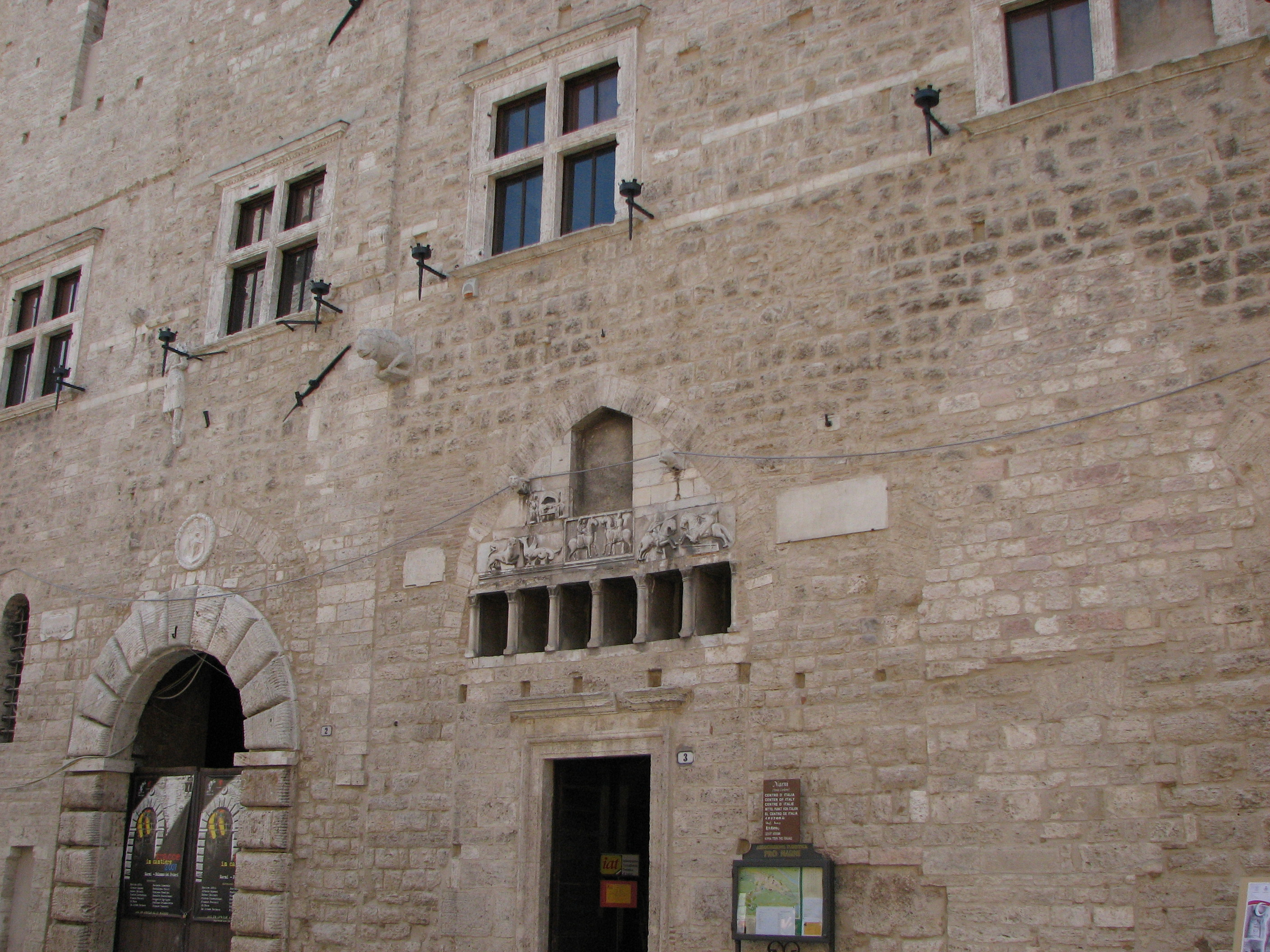
Palazzo comunale
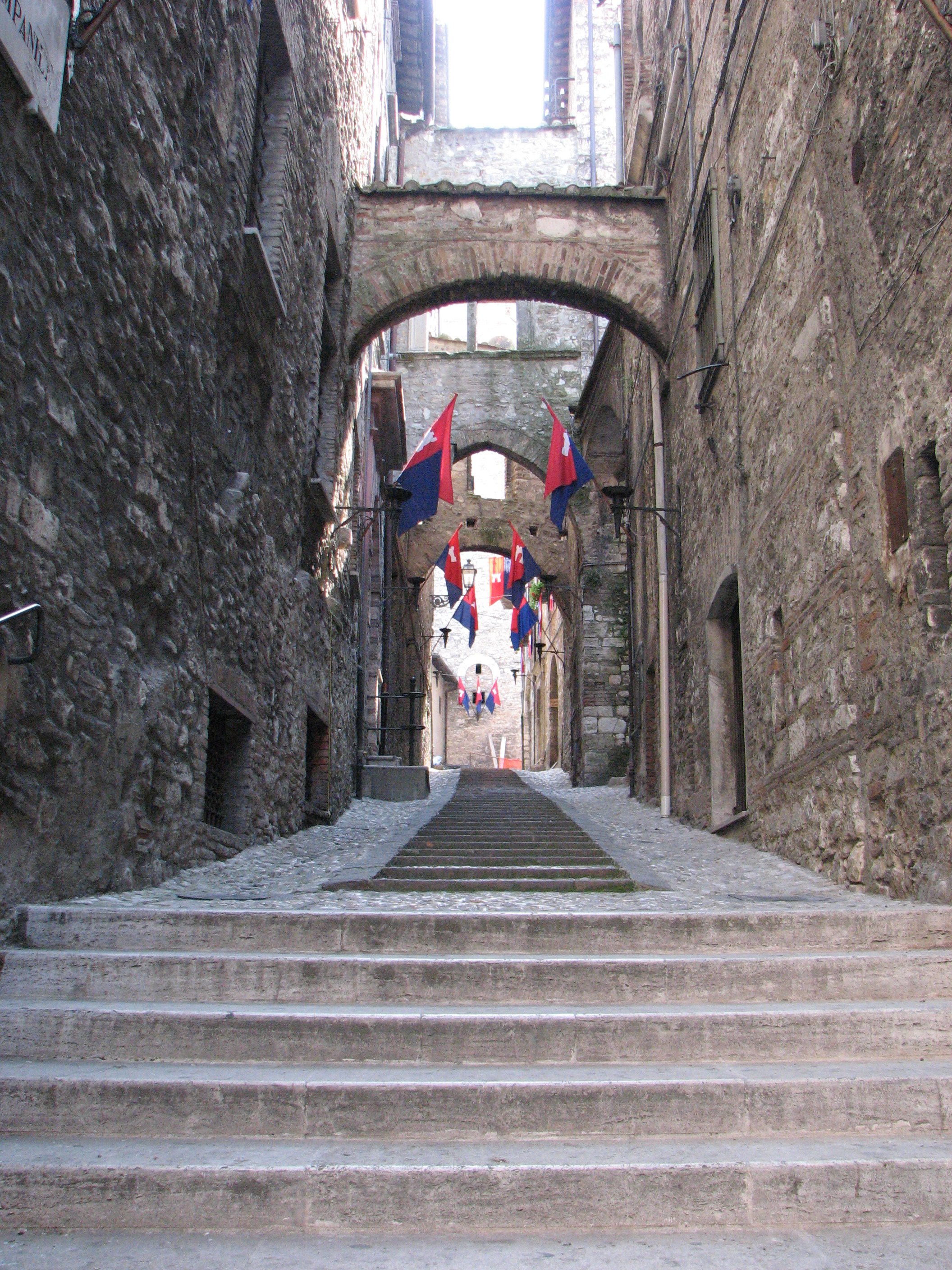
Via del Campanile
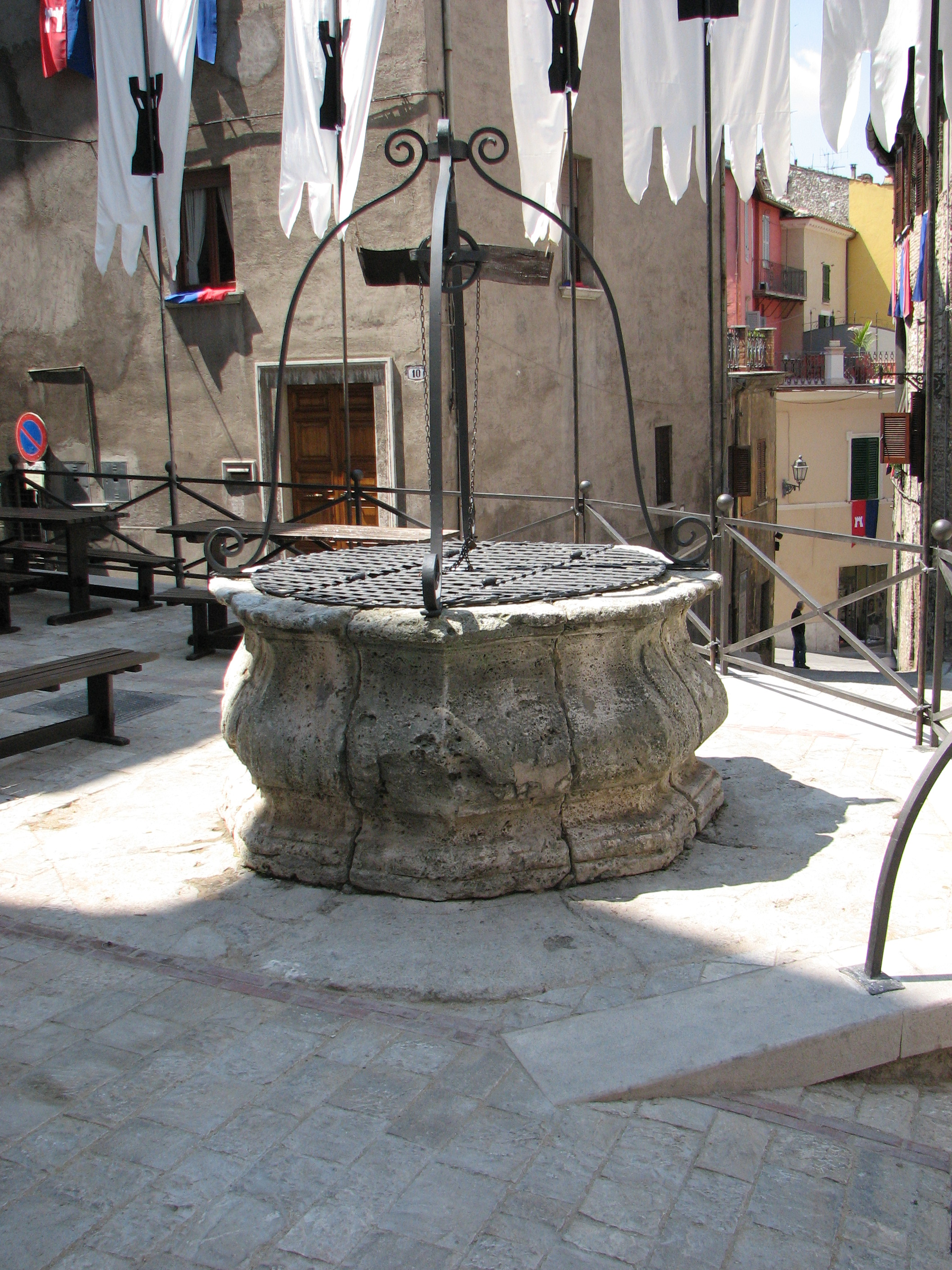
Pozzo medioevale di Narni
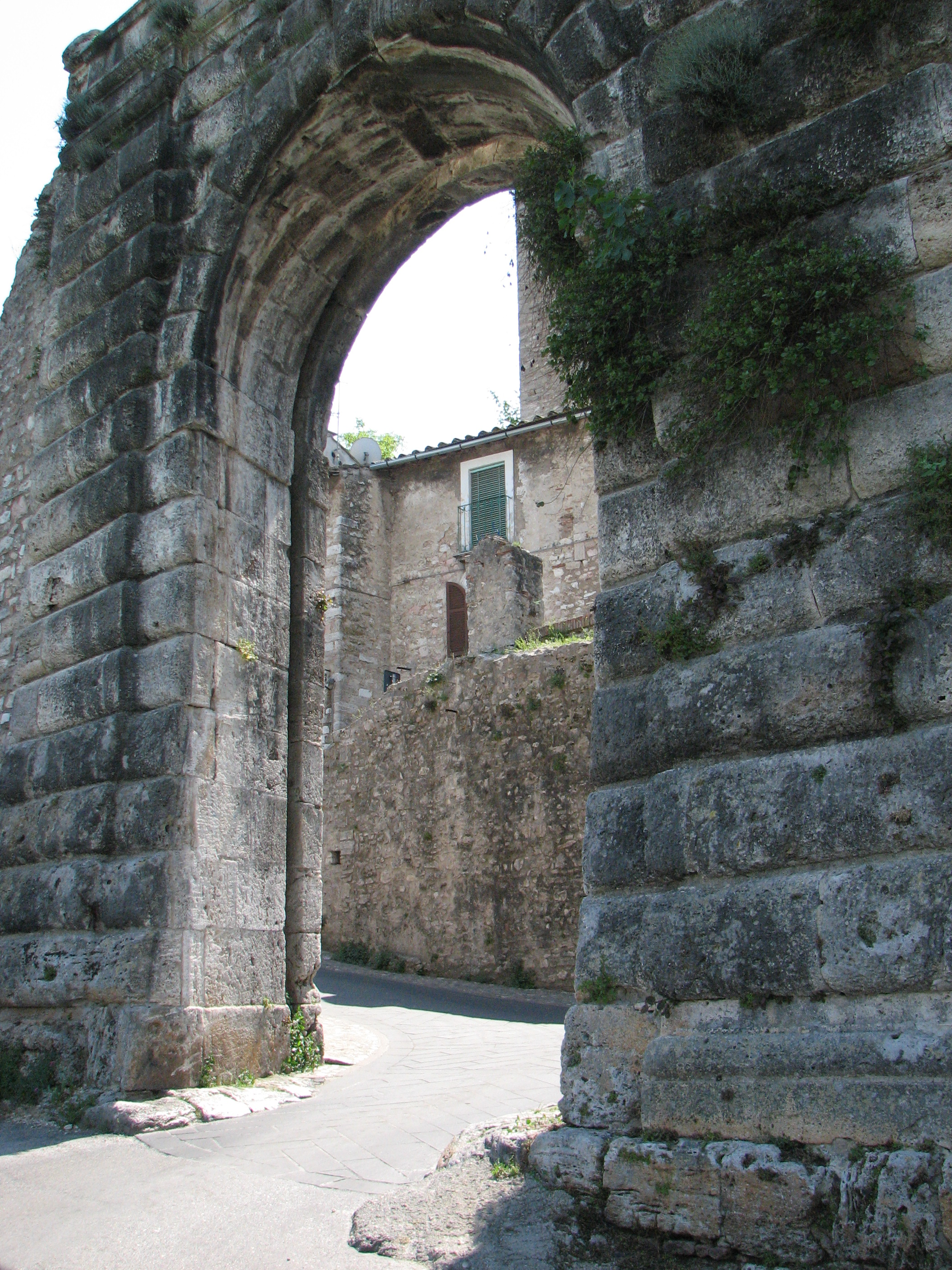
Porta della Fiera

### Architetture religiose
- Cattedrale, dedicata al suo primo vescovo san Giovenale
- Chiesa di San Domenico (ex chiesa di Santa Maria Maggiore)
- Chiesa di Santa Maria Impensole
- Chiesa di San Francesco
- Chiesa di Sant'Agostino
- Abbazia di San Cassiano
- Abbazia di Sant'Angelo in Massa
- Chiesa di Santa Margherita
- Chiesa di Santa Restituta. fondata nel tardo Cinquecento per volontà del nobile Paolo Emilio Cesi, completata all'inizio del secolo seguente e annessa ad un monastero in passato abitato dalle Clarisse. L'interno conserva una tela rappresentante la Visitazione di Giuseppe Cesari, detto Cavalier d'Arpino, anch'esso commissionato dal Cesi e databile al 1604 - 05 circa.[20]
- Chiesa di Sant'Agnese
- Santuario della Madonna del Ponte
- Santuario di San Michele Arcangelo, nella frazione di Schifanoia
- Speco di San Francesco
- Chiesa romanica di Santa Pudenziana (poco fuori dalla città)
- Chiesa di Santa Maria della Cerqua, nella località omonima, nella quale è una tela con l'Allegoria della regola francescana di Michelangelo Braidi, proveniente dall'altare della Confraternita del Cordone di San Francesco della chiesa dedicata al santo di Assisi, che presenta lo stemma dei Cesi e degli Eroli e l'effigie dei due donatori.[21]

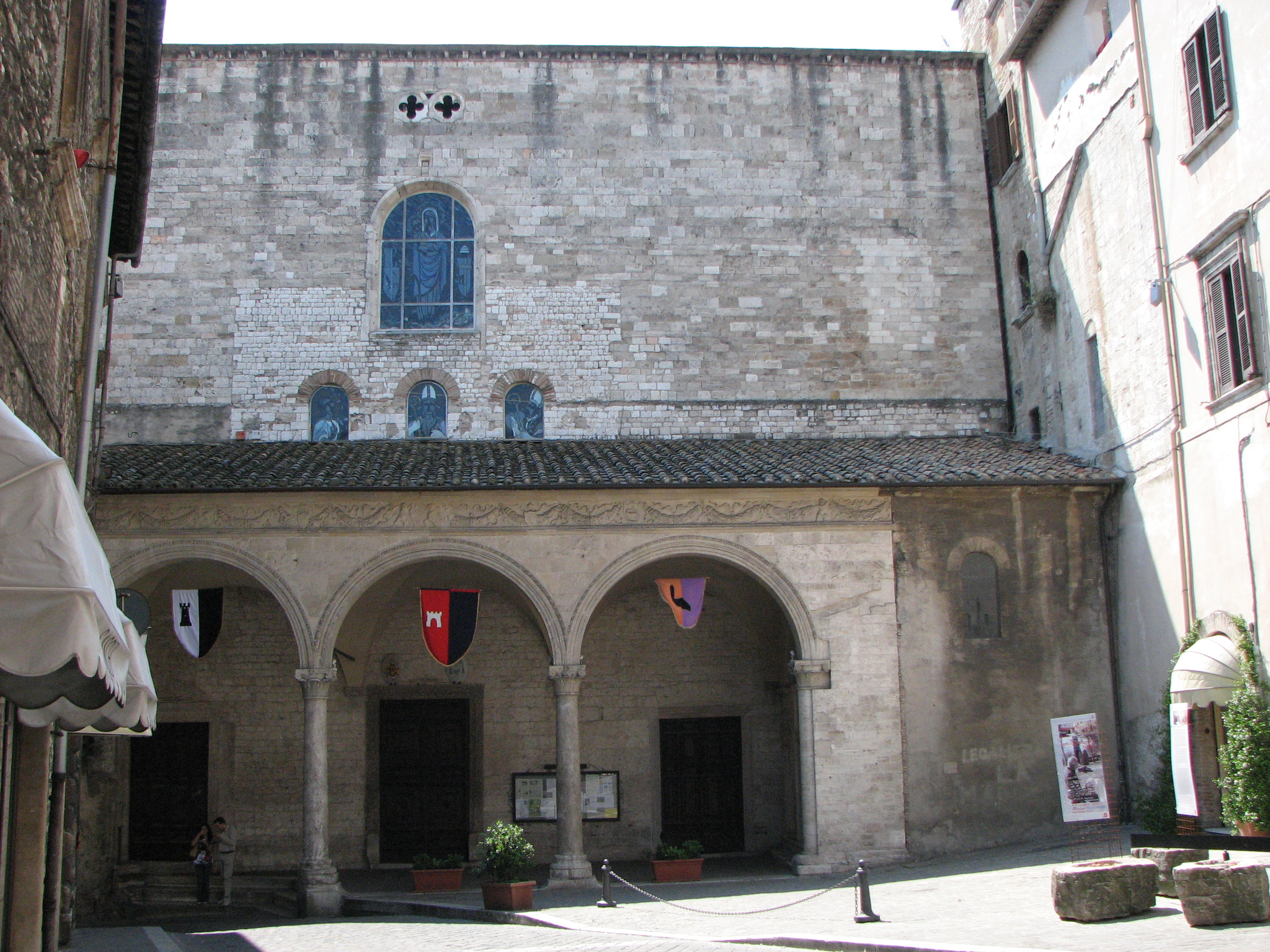
Esterno della Cattedrale di San Giovenale
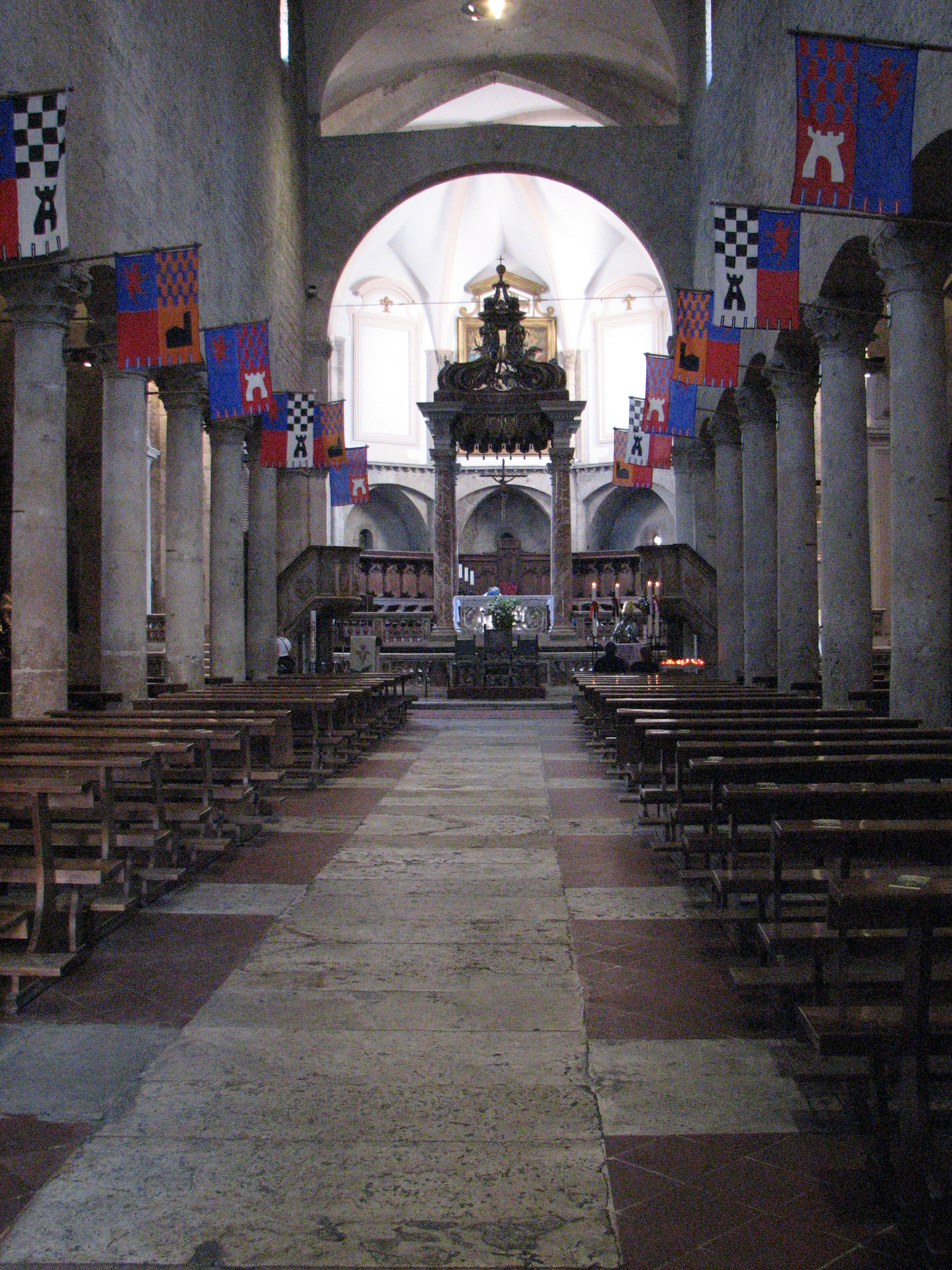
Cattedrale di San Giovenale
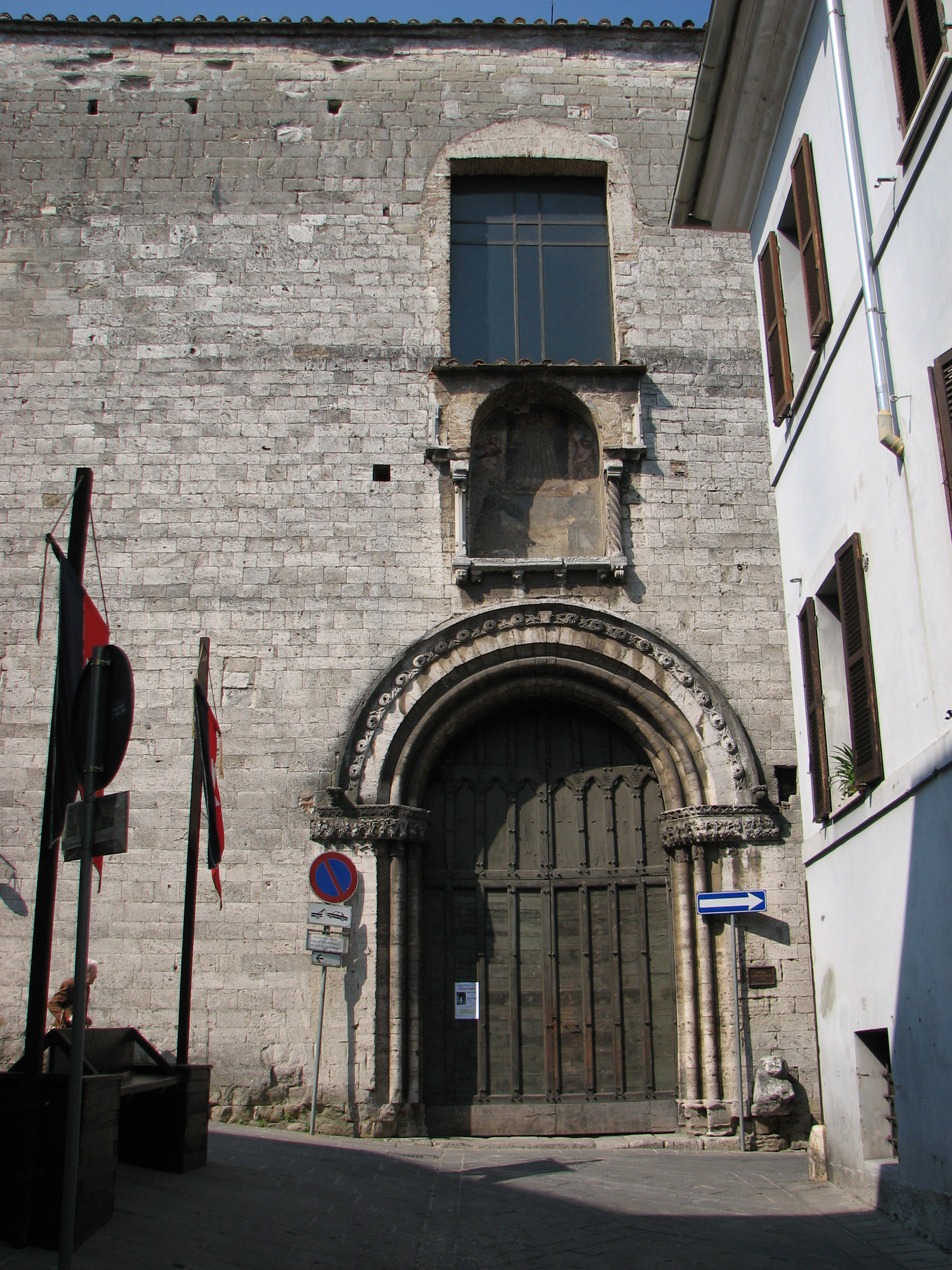
Chiesa di San Francesco
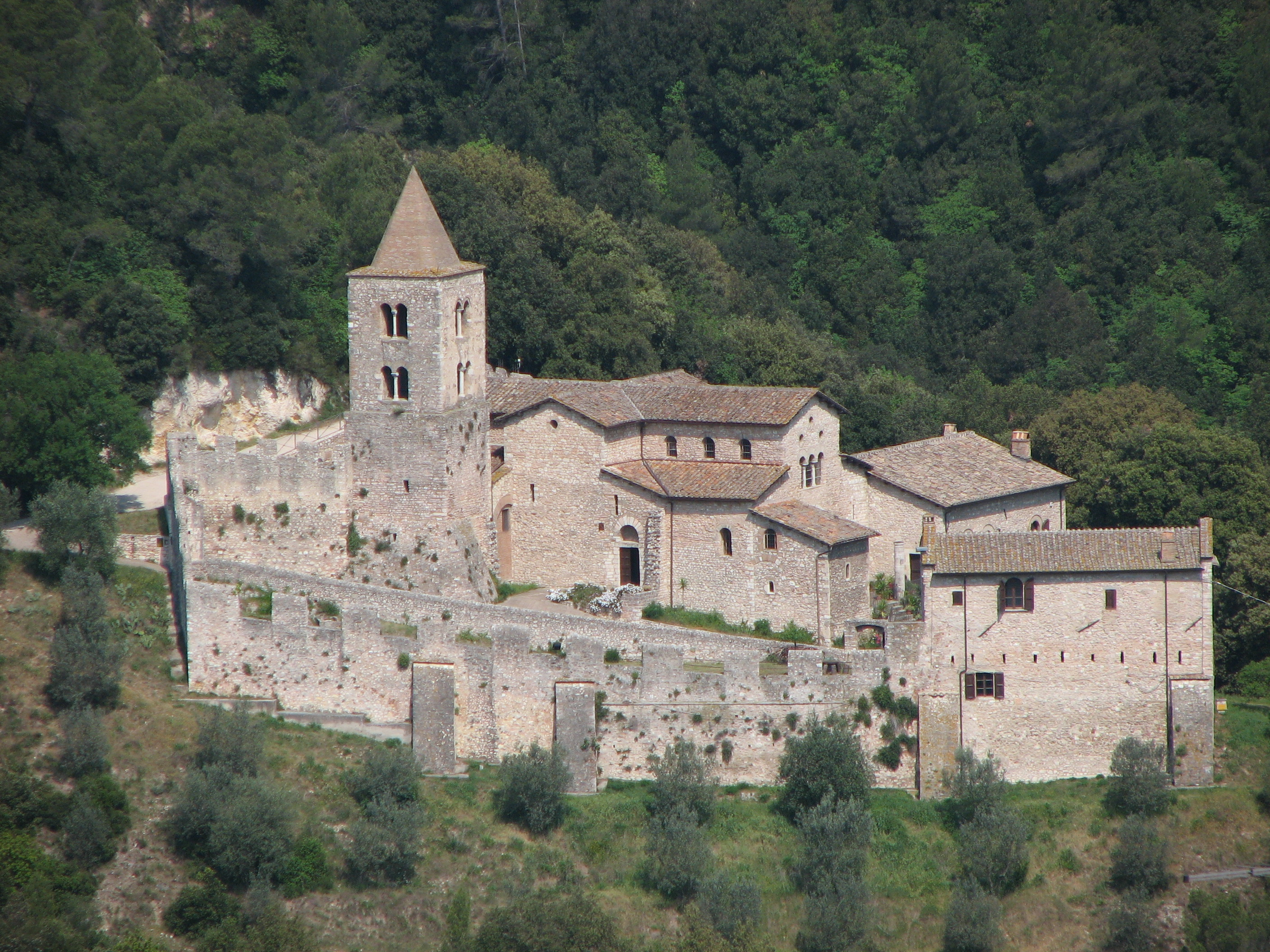
Abbazia di San Cassiano

## Società

### Evoluzione demografica
Abitanti censiti

### Etnie e minoranze straniere
Secondo i dati ISTAT al 31 dicembre 2023 la popolazione straniera residente era di 1 332 persone, pari al 7,83% della popolazione.
Le nazionalità maggiormente rappresentate in base alla loro percentuale sul totale della popolazione residente erano:
- Albania 412 2,02%
- Romania 336 1,65%
- India 213 1,05%

## Cultura

### Università
Da ottobre 2006 risiede presso Palazzo Sacripanti, in piazza Galeotto Marzio, il corso di laurea in scienze per l'investigazione e la sicurezza, facente parte della facoltà di scienze della formazione dell'Università degli Studi di Perugia.

### Biblioteche
- Biblioteca comunale
- Biblioteca diocesana

### Musei
- Museo  della città e del territorio[25]
- Museo multimedievale della corsa all' anello[26]
- Museo Narni sotterranea[27]
- Museo diffuso dei Plenaristi[28]
- Museo della civiltà contadina[29]
- Collezione Filippetti[30][31]
- Museo della Street Art[32]
- Pinacoteca[33]

### Eventi
- Corsa all'anello
- Festival del film restaurato[34]
- Fiere del fumetto:

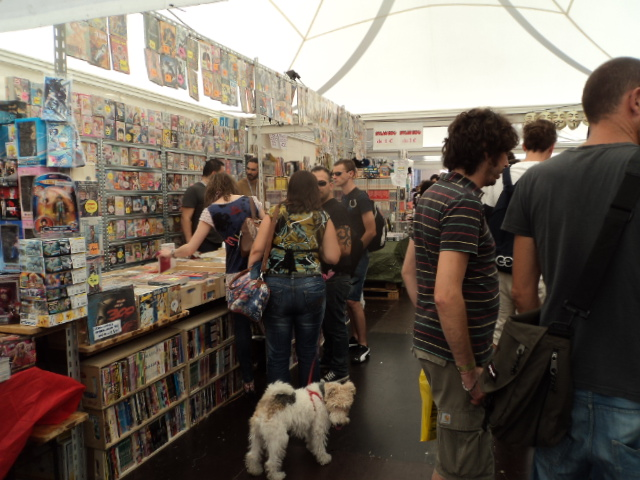
Narnia fumetto 2012

  - Narnia fumetto (dal 2006 al 2013)[35];
  - Narni Comics & Games (dal 2016 al 2023)[36];
  - Narniopoly Comics (dal 2024)[37].

## Geografia antropica

### Frazioni
Borgaria, Capitone, Cigliano, Guadamello, Gualdo, Itieli, La Quercia, Montoro, Nera Montoro, Narni Scalo, Ponte San Lorenzo, San Faustino, San Liberato, Santa Lucia, Sant'Urbano, San Vito, Schifanoia, Stifone, Taizzano, Testaccio, Vigne, loc. Tre ponti

#### Narni Scalo
Narni Scalo è una frazione del comune di Narni, popolata da 5 086 abitanti, un centinaio in più rispetto allo stesso capoluogo (dati Istat, 2001). Il paese si trova all'estremità occidentale della Conca ternana, ad un'altezza di 93 m s.l.m..
Nelle vicinanze della stazione ferroviaria si trovano i resti del ponte di Augusto, di epoca romana, lungo quasi 130 m ed alto 30 m (prima che cadesse in rovina nel 1855). Invece, in direzione di Sangemini, si trova il ponte Caldaro, anch'esso di origine romana.
L'area occupata dal paese era utilizzata dagli stabilimenti industriali della chimica (Linoleum): dopo la seconda guerra mondiale si cominciarono a costruire le prime case per gli operai, che costituiscono il nucleo primigenio del borgo. La presenza concomitante della stazione ferroviaria ne aumentò il tasso di crescita negli anni sessanta, rendendolo di fatto il principale quartiere periferico della città Narni.
Narni Scalo ospita anche il "museo a cielo aperto", composto da murali con ritratti dei più noti attori del cinema italiano, realizzati dall'artista spoletino Davide Pompili. Nato nel 2021 dalla rassegna "Le Vie del Cinema" il museo a cielo aperto è un progetto promosso dal Comune di Narni in collaborazione con la Fondazione Cassa di Risparmio di Terni e Narni, che mira a riqualificare il centro urbano attraverso la street art, creando un dialogo tra arte, memoria collettiva e spazio pubblico.
A Narni Scalo trovano posto parecchi uffici pubblici ed anche le scuole superiori del comune.
Nel palazzetto dello sport Pala Gandhi gioca la squadra locale della A.S. Pallavolo Narni.

#### Ponte San Lorenzo
Ponte San Lorenzo è una frazione del comune di Narni, popolata da 656 abitanti e localizzata in pianura a 158 m s.l.m.; l'incremento demografico è stato notevole a partire dagli anni ottanta ed un decreto del sindaco, nei primi anni novanta, la eleva a frazione.
A parte l'incremento della popolazione, anche l'aspetto urbanistico è notevolmente aumentato assieme a quello delle attività praticabili nel centro sportivo.

#### Vigne
Vigne è una frazione del comune di Narni, popolata da 359 abitanti e posta a 261 m s.l.m.
Le origini di Vigne risalgono all'epoca romana: lungo la strada che porta a Taizzano furono rinvenuti resti di abitazioni romane. Dagli Statuti comunali narnesi risulta che Vigne è sempre stata posta sotto la giurisdizione del capoluogo.
Nel seguito dei secoli, vi si trovò un fermo posta, lungo il passaggio per coloro che dallo Stato Pontificio si dirigevano verso il Granducato di Spoleto.
L'aspetto attuale è quello di un paese moderno, senza particolari resti antichi.
Da riportare la presenza della chiesa di Sant'Egidio e della cappella di San Giuseppe.
Durante il mese di ottobre si tiene la Festa della Castagna e del Vino Novello.
Il patrono del paese è San Lino.

#### La Quercia
La Quercia, o La Cerqua è una frazione che conta circa 200 abitanti, è conosciuta per via del santuario dedicato alla Madonna della Quercia.

## Infrastrutture e trasporti

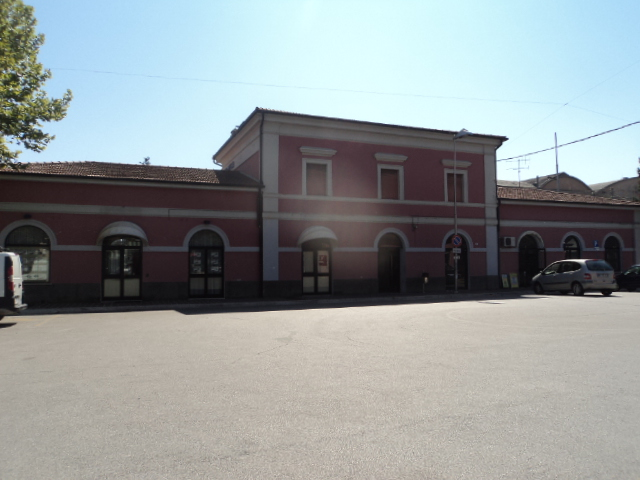
Stazione di Narni

### Ascensori
Per raggiungere il centro della città ci sono diversi ascensori, di cui uno, il più alto costruito come una funicolare.

### Ferrovie

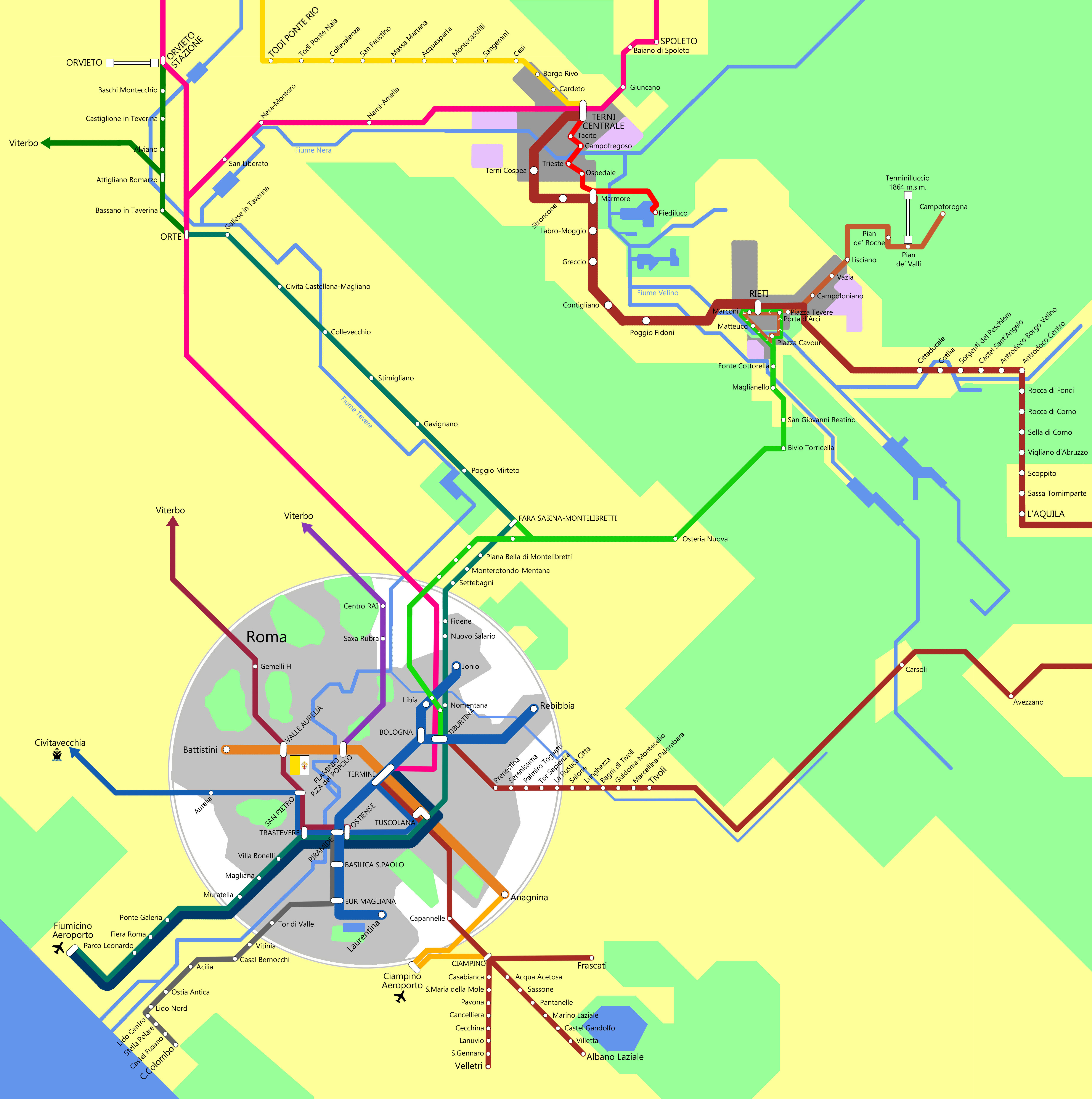
rete dei trasporti del settore nord-est dell'area metropolitana di Roma

Nel territorio di Narni si trovano due stazioni ferroviarie, tutte sulla ferrovia Roma-Ancona:
- Stazione di Narni è la più importante, si trova nella frazione di Narni Scalo ed è collegata con Narni con delle navette gestite da Busitalia.[45]
- Stazione di Nera Montoro si trova nella frazione di Nera Montoro.

## Amministrazione

Gonfalone Comunale

| Periodo        | Periodo        | Primo cittadino      | Partito                            | Carica  | Note   |
| -------------- | -------------- | -------------------- | ---------------------------------- | ------- | ------ |
| 12 giugno 1994 | 24 maggio 1998 | Luigi Annesi         | Partito Democratico della Sinistra | Sindaco | [ 46 ] |
| 24 maggio 1998 | 26 maggio 2002 | Luigi Annesi         | Democratici di Sinistra            | Sindaco | [ 46 ] |
| 26 maggio 2002 | 27 maggio 2007 | Stefano Bigaroni     | Democratici di Sinistra            | Sindaco | [ 46 ] |
| 27 maggio 2007 | 6 maggio 2012  | Stefano Bigaroni     | Partito Democratico                | Sindaco | [ 46 ] |
| 6 maggio 2012  | 12 giugno 2017 | Francesco De Rebotti | Partito Democratico                | Sindaco | [ 46 ] |
| 12 giugno 2017 | 13 giugno 2022 | Francesco De Rebotti | Partito Democratico                | Sindaco | [ 46 ] |
| 13 giugno 2022 | in carica      | Lorenzo Lucarelli    | Partito Democratico                | Sindaco | [ 46 ] |

### Gemellaggi
- Coimbra
- Osilo